# 堀柊那
堀 柊那（ほり しゅうな、2005年7月16日 - ）は、兵庫県神戸市須磨区出身のプロ野球選手（捕手）。右投右打。オリックス・バファローズ所属。

## 経歴

### プロ入り前
神戸市立若宮小学校で3年生の時に西須磨シーホークスで野球を始め、神戸市立鷹取中学校在学時は硬式野球のクラブチームである兵庫夙川ボーイズでプレーしていた。
報徳学園高等学校に進学し、1年春からベンチ入り。同年秋から正捕手、2年秋からは主将も務めた。3年春の第95回記念選抜高等学校野球大会では右肘の状態が良くない中、5試合で20打数8安打を記録して準優勝に貢献した。同年夏は兵庫大会5回戦で神戸国際大附に敗れた。
2023年10月26日に開催されたドラフト会議にて、オリックス・バファローズから4位指名を受け、11月13日に契約金4000万円、年俸500万円（金額は推定）で仮契約を締結した。背番号は62。

### オリックス時代
2024年は高卒1年目ながら二軍戦で72試合に出場。打率.254、20打点、出塁率.286を記録した。また、地元の神戸市で行われたフレッシュオールスターゲームのウエスタン・リーグ選抜にも選出された。

## 詳細情報

### 背番号
- 62（2024年[8] - ）